# جوان جوناس
جوان جوناس (بالإنجليزية: Joan Jonas)‏ هي فنانة أمريكية، ولدت في 1936 في نيويورك في الولايات المتحدة.

## وصلات خارجية
- جوان جوناس على موقع IMDb (الإنجليزية)
- جوان جوناس على موقع مونزينجر (الألمانية)
- جوان جوناس على موقع ميوزك برينز (الإنجليزية)
- جوان جوناس على موقع ديسكوغز (الإنجليزية)